# Governatorato di Vologda
Il governatorato di Vologda, in russo Вологодская губерния?, era una gubernija dell'Impero russo con capoluogo Vologda.